# Từ điển Bách khoa Quân sự Việt Nam

Từ điển bách khoa quân sự năm 2004

Từ điển Bách khoa Quân sự Việt Nam là từ điển tập hợp các khái niệm quân sự (biểu đạt bằng thuật ngữ) và tên riêng (tên sự kiện, tên người, tên đất...) để phục vụ người tra cứu hiểu rõ từng khái niệm, phạm trù, sự vật, hiện tượng, nhân vật. Từ điển này do Trung tâm Từ điển Bách khoa Quân sự (thuộc Bộ Quốc phòng Việt Nam) biên soạn, Nhà xuất bản Quân đội Nhân dân xuất bản. Phiên bản đầu tiên xuất bản năm 1996, phiên bản thứ hai xuất bản năm 2004 với khoảng 9.000 mục từ và gần 2.000 hình minh họa.